# ایزوکوپروپورفیرین
ایزوکوپروپورفیرین (به انگلیسی: Isocoproporphyrin) با فرمول شیمیایی C۳۶H۳۸N۴O۸ یک ترکیب شیمیایی با شناسه پاب‌کم ۱۶۹۷۸۵ است. که جرم مولی آن ۶۵۴٫۷۰۸۹۲ g/mol می‌باشد. 